# Брусове (Курська область)
Брусове (рос. Брусовое) — село в Понировському районі Курської області Російської Федерації.
Населення становить 421 особу. Входить до складу муніципального утворення Возовська сільрада.

## Історія
Населений пункт розташований на території українського етнічного та культурного краю Східна Слобожанщина.
Від 2004 року входить до складу муніципального утворення Возовська сільрада.

## Населення
| 2002 | 2010 |
| ---- | ---- |
| 503  | ↘421 |